# Comuna Unguriu, Buzău
Unguriu este o comună în județul Buzău, Muntenia, România, formată din satele Ojasca și Unguriu (reședința).

## Așezare
Ea se află în vestul județului, în Subcarpații de Curbură, pe malul stâng al râului Buzău. Este străbătută de șoseaua națională DN10, care leagă Buzăul de Brașov, precum și de calea ferată Buzău-Nehoiașu, pe care este deservită de stațiile Ojasca și Unguriu.

## Demografie
Componența etnică a comunei Unguriu
     Români (92,69%)
     Alte etnii (7,31%)
Componența confesională a comunei Unguriu
     Ortodocși (90,66%)
     Adventiști (1,42%)
     Alte religii (0,25%)
     Necunoscută (7,67%)
Conform recensământului efectuat în 2021, populația comunei Unguriu se ridică la 1.969 de locuitori, în scădere față de recensământul anterior din 2011, când fuseseră înregistrați 2.415 locuitori. Majoritatea locuitorilor sunt români (92,69%). Din punct de vedere confesional, majoritatea locuitorilor sunt ortodocși (90,66%), cu o minoritate de adventiști (1,42%), iar pentru 7,67% nu se cunoaște apartenența confesională.

## Politică și administrație
Comuna Unguriu este administrată de un primar și un consiliu local compus din 11 consilieri. Primarul, Gheorghiță Tirizică[*], de la Partidul Social Democrat, este în funcție din 2012. Începând cu alegerile locale din 2024, consiliul local are următoarea componență pe partide politice:
|  | Partid                   | Consilieri | Componența Consiliului | Componența Consiliului | Componența Consiliului | Componența Consiliului | Componența Consiliului | Componența Consiliului | Componența Consiliului | Componența Consiliului | Componența Consiliului |
|  | ------------------------ | ---------- | ---------------------- | ---------------------- | ---------------------- | ---------------------- | ---------------------- | ---------------------- | ---------------------- | ---------------------- | ---------------------- |
|  | Partidul Social Democrat | 9          |                        |                        |                        |                        |                        |                        |                        |                        |                        |
|  | Alianța Dreapta Unită    | 2          |                        |                        |                        |                        |                        |                        |                        |                        |                        |

## Istorie
La sfârșitul secolului al XIX-lea, Unguriu era un sat al comunei Măgura, sat ce avea 920 de locuitori ce trăiau în 216 case și avea subdiviziunile Palanga și Scriptoarea.
Comuna Unguriu a apărut în 1931, fiind formată doar din satul de resedință.
În 1950, comuna Unguriu a devenit parte a raionului Buzău din regiunea Buzău și apoi (după 1952), din regiunea Ploiești, având ca localități componente Unguriu și Ojasca. Comuna a fost desființată în 1968 și inclusă în comuna Măgura, satul Ojasca fiind și el contopit cu satul Unguriu, comuna Măgura devenind parte a județului Buzău. Asupra acestei modificări s-a revenit în 2004, când comuna Unguriu a fost restaurată în forma sa dinainte de 1968.

## Personalități
- Constantin Ungureanu (n. 1954), interpret de muzica populara, fondator al formației "Nemuritorii"
- Aimee Iacobescu (1946 - 2018), actriță